# Ablabesmyia pruninosa
Ablabesmyia pruninosa es una especie de insecto díptero del género Ablabesmyia, familia Chironomidae.

Fue descrito por primera vez en 1978 por Harrison. 

## Distribución
Se distribuye por Sudáfrica.